# Politique dans le Morbihan
Si historiquement le Morbihan était un territoire largement ancré à droite, certains résultats électoraux récents tendent à nuancer cette affirmation.

## Histoire politique et rapports de force
La majorité au sein du conseil départemental du Morbihan se qualifie d'Union de la droite et du centre et est présidée par François Goulard (UMP puis LR) depuis 2011. Il a succédé à la tête du département à Aimé Kergueris (2004-2011, UMP), Jean-Charles Cavaillé (1998-2004, RPR puis UMP), Raymond Marcellin (1964-1998, RI puis UDF) et Paul Ihuel (1946-1964, MRP). Avec 34 conseillers départementaux, la droite est actuellement largement représentée, le groupe des élus de gauche « Morbihan innovant et solidaire » n'ayant que 8 élus (cantons de Lorient-1, Lorient-2, Gourin et Moréac).
À l'ouest du département, le pays de Lorient et le pays d'Hennebont sont les parties du territoire les plus marquées à gauche, élisant régulièrement conseillers généraux, maires et députés issus soit du Parti socialiste, soit même du Parti communiste français. Le nord-ouest du département (la « Cournouaille morbihannaise ») est une terre de petites propriétés.
Ainsi, le PCF a géré pendant 55 ans la petite ville ouvrière d'Hennebont et Lorient a de longue date un maire socialiste.
L'autre partie du département, constitué du pays Vannetais, des pays de Ploermel, Pontivy et d'Auray, est plutôt acquise aux partis conservateurs. Pays de grandes propriétés (Virel à Trédion et Surzur; Harscouët de Saint-Georges à Pluvigner; Lanjuinais à Bignan; L'Estourbeillon; Rohan), où l'organisation de la commune fut longtemps dominée par le recteur et le châtelain, souvent également maire du village et soutien de l'école libre, a été l'un des fiefs du légitimisme jusqu'à la Seconde Guerre mondiale (Albert de Mun était notamment député du Morbihan, Gustave de Lamarzelle sénateur...). Les mairies étaient régulièrement tenues par la même famille de châtelains pendant plusieurs décennies (du XIXe siècle aux années 1960, la commune de Sarzeau a régulièrement élu son premier magistrat et ses conseillers généraux, soit dans la famille de Francheville-de Langlais, soit dans la famille de Gouvello, toutes deux grands propriétaires terriens et châtelains).
Le département du Morbihan fut le dernier à élire comme député un ecclésiastique, et ce, jusqu'aux années 1970, en la personne du recteur de Locminé, également maire de la ville. La structure agraire (métayage) et sociale de cette partie du département, terre de souvenirs des hauts faits de la chouannerie (Auray, Quiberon, Pont du Loc'h), est ainsi plus proche de celle de l'Anjou, de la Vendée ou du Maine que du reste de la Bretagne, et explique en partie le conservatisme de la région. Ainsi, le comte de Lanjuinais, député du Morbihan et maire de Bignan est propriétaire dans cette commune du château de Kerguehennec dont dépendent 1 600 hectares de terres. Le cas du comte de Chabannes, près de Malestroit, propriétaire de plus de 2 000 hectares de terres, est similaire.
L'influence de l'Église a été prédominante dans la vie politique locale jusqu'aux années 1980 dans les campagnes de l'est du Morbihan, où le taux de « messalisants » (personnes allant à la messe chaque dimanche) était proche de 100 %, comme l'a montré le sociologue Yves Lambert dans son étude de la commune de Limerzel.
De même, en 1981, année où le PS a obtenu la majorité absolue à l'Assemblée nationale, le Morbihan s'était distingué du pays en réélisant dès le premier tour des législatives quatre députés issus de la droite et du centre (2 UDF-PR, 1 UDF-CDS et 1 RPR).
Les rapports sociaux locaux, dans de nombreux cantons à vocation rurale, expliquent profondément cette orientation de l'électorat, même si les dernières décennies ont consacré des évolutions de plus en plus marquées, le département n'échappant finalement pas au mouvement général de la vie politique bretonne vers la gauche.
Ainsi, les villes et cantons de la partie centrale et orientale du département ont cessé d'être des terres de mission pour les forces de gauche, conduisant notamment à l'élection d'un maire communiste à Auray en 1995 ou encore de conseillers généraux socialistes dans le pays vannetais.
Les scrutins régionaux de 2004, 2010 et 2015, ainsi que les élections législatives de 2012, ont confirmé la poussée de la gauche dans le département. Avec cinq députés (3 socialistes, 1 divers gauche et 1 régionaliste) sur six élus, ce résultat constitua un fait sans précédent.
Lors des élections municipales de 2014, le renouveau de la droite (à l'instar, d'ailleurs, de l'ensemble du territoire national) s'est confirmé dans le Morbihan, remportant plusieurs villes gagnées et maintenues par la gauche depuis plusieurs années, comme Ploërmel, Pontivy, Ploemeur, Gourin, Questembert, Saint-Nolff, et surtout Auray. Le maire UMP de Vannes, David Robo, a réussi à se faire élire dès le premier tour, malgré la présence d'un autre candidat de droite.
En 2017, l'émergence d'En Marche ! et l'élection d'Emmanuel Macron à la présidence de la République, conduisent à un bouleversement majeur dans le Morbihan. Lors des élections législatives de 2017, la gauche et Les Républicains perdent leurs députés et la majorité présidentielle remporte l'ensemble des circonscriptions morbihannaises (5 élus pour La République en Marche, 1 apparenté Mouvement démocrate se réclamant de la majorité). Ces changements se sont confirmés lors des élections européennes de 2019 puisque la liste « Renaissance » (LREM-MoDem et alliés) est arrivée en tête suivie du Rassemblement national et d'Europe Écologie Les Verts. LR et le PS, qui ont jadis dominé la vie politique, se retrouvent loin derrière avec respectivement 8,09 et 6,52 % des suffrages.

## Représentation politique et administrative

### Préfets et arrondissements

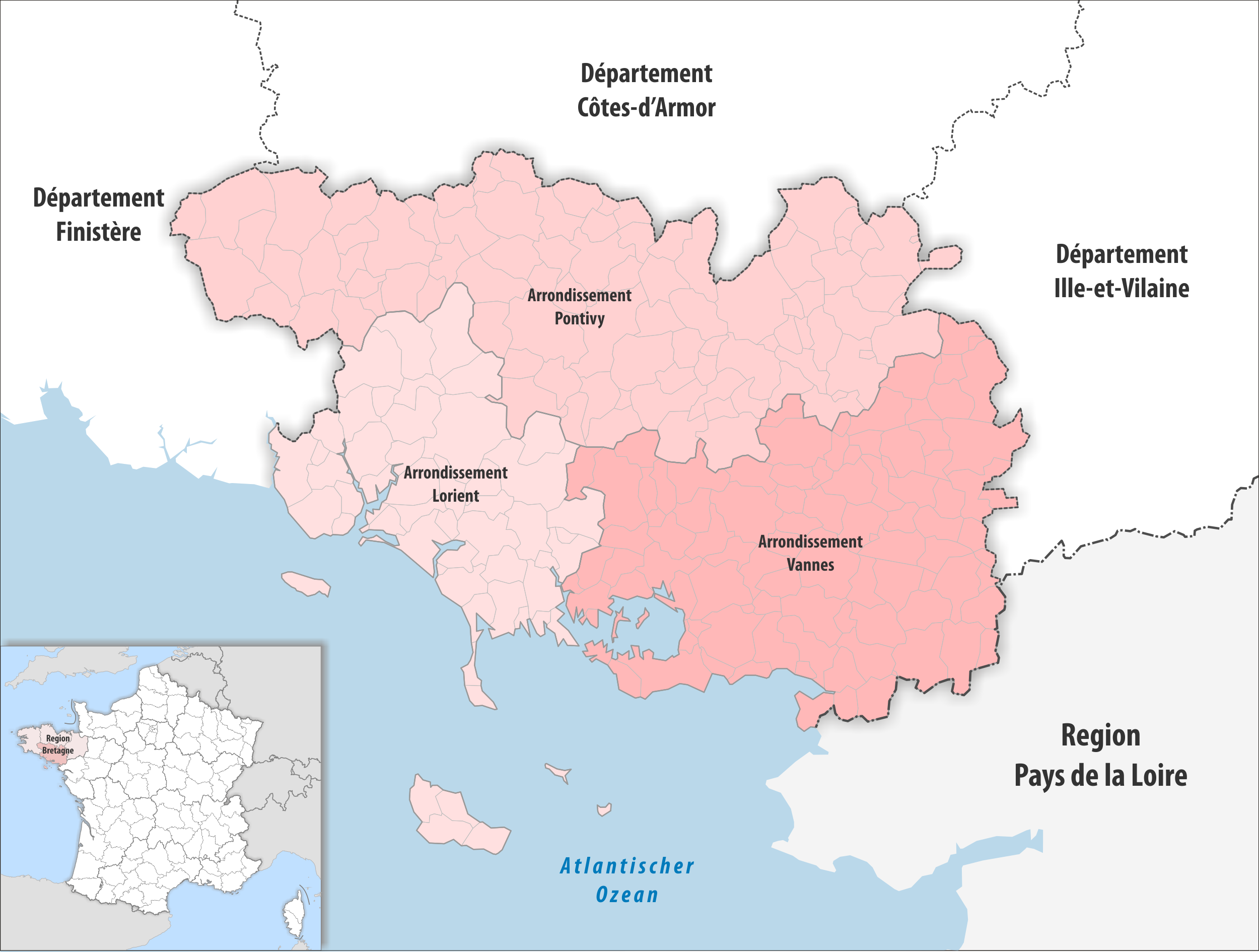
Carte des arrondissements du Morbihan en 2019.

Le département du Morbihan est découpé en trois arrondissements regroupant les cantons suivants :
- Arrondissement de Lorient : 
Auray, Belle-Île, Belz, Groix, Hennebont, Lanester, Lorient-Centre, Lorient-Nord, Lorient-Sud, Plœmeur, Plouay, Pluvigner, Pont-Scorff, Port-Louis, Quiberon.
- Arrondissement de Pontivy : 
Baud, Cléguérec, Gourin, Guémené-sur-Scorff, Josselin, Le Faouët, Locminé, Pontivy, Rohan, Saint-Jean-Brévelay.
- Arrondissement de Vannes : 
Allaire, Elven, Grand-Champ, Guer, La Gacilly, La Roche-Bernard, La Trinité-Porhoët, Malestroit, Mauron, Muzillac, Ploërmel, Questembert, Rochefort-en-Terre, Sarzeau, Vannes-Centre, Vannes-Est, Vannes-Ouest.

Depuis le redécoupage cantonal de 2014, un canton peut contenir des communes provenant de plusieurs arrondissements. Seuls deux cantons sont concernés dans le département : Grand-Champ et Moréac.
| Préfet                                                                | Pascal Bolot         | Morbihan                 | Préfet de la Savoie                                                    |
| Sous-préfets                                                          | Florence Bessy       | Arr. de Lorient          | Secrétaire générale de la préfecture du Calvados, sous-préfète de Caen |
| Sous-préfets                                                          | Claire Liétard       | Arr. de Pontivy-Ploërmel | Sous-préfete de Parthenay                                              |
| Sous-préfets                                                          | Stéphane Jarlégand * | Arr. de Vannes           | Sous-directeur à la préfecture de police de Paris                      |
| * Il est par ailleurs secrétaire général de la préfecture du Morbihan |                      |                          |                                                                        |

### Députés et circonscriptions législatives
Si le nouveau découpage électoral n'a pas modifié leur nombre, les 1re et 4e circonscriptions ont été redécoupées. Le département du Morbihan comprend ainsi six circonscriptions regroupant les cantons suivants :
- 1re circonscription : Muzillac, Sarzeau, Vannes-Centre, Vannes-Est, Vannes-Ouest
- 2e circonscription : Auray, Belle-Île, Belz, Pluvigner, Port-Louis, Quiberon
- 3e circonscription : Baud, Elven, Grand-Champ, Locminé, Pontivy, Rohan, Saint-Jean-Brévelay
- 4e circonscription : Allaire, La Gacilly, Guer, Josselin, Malestroit, Mauron, Ploërmel, Questembert, La Roche-Bernard, Rochefort-en-Terre, La Trinité-Porhoët
- 5e circonscription : Groix, Lanester, Lorient-Centre, Lorient-Nord, Lorient-Sud, Plœmeur
- 6e circonscription : Cléguérec, Le Faouët, Gourin, Guémené-sur-Scorff, Hennebont, Plouay, Pont-Scorff

Députés du Morbihan depuis 2024.

| Circ. | Nom                 |  | Parti | Groupe                                           | Suppléant                  |
| ----- | ------------------- |  | ----- | ------------------------------------------------ | -------------------------- |
| 1re   | Anne Le Hénanff     |  | HOR   | Horizons et indépendants                         | Michel Criaud              |
| 2e    | Jimmy Pahun         |  | MoDem | Les Démocrates                                   | Dominique Ollivier-Frankel |
| 3e    | Nicole Le Peih      |  | RE    | Ensemble pour la République                      | François-Denis Mouhaou     |
| 4e    | Paul Molac          |  | REG   | Libertés, indépendants, outre-mer et territoires | Régine Le Viavant          |
| 5e    | Damien Girard       |  | LÉ    | Écologiste et social                             | Myrianne Coché             |
| 6e    | Jean-Michel Jacques |  | RE    | Ensemble pour la République                      | Nadia Souffoy              |

### Sénateurs
Lors des élections sénatoriales de 2023, trois sénateurs ont été élus dans le département :
|  | Identité      | Étiquette | Groupe | Autres mandats (passés ou actuels) |
|  | ------------- | --------- | ------ | --- |
|  | Yves Bleunven | DVD       | UC     | Maire de Grand-Champ (2014 → 2023) Conseiller régional de Bretagne (2021 → 2023) Ancien conseiller départemental de Grand-Champ (2015 → 2021) |
|  | Muriel Jourda | LR        | REP    | Conseillère départementale d'Hennebont (2015 → ) Ancienne maire de Port-Louis (2008 → 2014)                                                   |
|  | Simon Uzenat  | PS        | SER    | Conseiller municipal de Vannes (2014 → ) Conseiller régional de Bretagne (2021 → )                                                            |

### Conseillers régionaux
Le conseil régional de Bretagne compte 83 membres élus pour six ans dont 18 représentant le Morbihan (soit un de moins qu'en 2015). Dans le détail, la liste d'union de la gauche « La Bretagne avec Loïg » a obtenu 9 sièges, l'union de la droite (« Hissons haut la Bretagne ») 3, l'union à gauche avec des écologistes (« Bretagne d'avenir »), l'union du centre (« Nous la Bretagne ») et le Rassemblement national (« Une Bretagne forte »), 2.
| Anne Gallo-Kerleau *       |  | DVG    | 01 | Union de la gauche                  | Bretagne démocrate sociale et écologiste                   |
| Paul Molac                 |  | DVG    | 02 | Union de la gauche                  | Autonomie et régionalisme                                  |
| Gaëlle Le Stradic *        |  | PS     | 03 | Union de la gauche                  | Bretagne démocrate sociale et écologiste                   |
| Benjamin Flohic            |  | ECO    | 04 | Union de la gauche                  | Bretagne ma vie                                            |
| Élisabeth Jouneaux-Pédrono |  | PS     | 05 | Union de la gauche                  | Bretagne démocrate sociale et écologiste                   |
| Pierre Pouliquen *         |  | DVG    | 06 | Union de la gauche                  | Bretagne démocrate sociale et écologiste                   |
| Delphine Alexandre *       |  | PCF    | 07 | Union de la gauche                  | Communistes et progressistes                               |
| Simon Uzenat               |  | PS     | 08 | Union de la gauche                  | Bretagne démocrate sociale et écologiste                   |
| Kaourintine Hulaud *       |  | DVG    | 09 | Union de la gauche                  | Autonomie et régionalisme                                  |
| Patrick Le Diffon          |  | LR     | 01 | Union de la droite                  | Hissons haut la Bretagne - Droite, centre et régionalistes |
| Aurélie Martorell          |  | DVD    | 02 | Union de la droite                  | Hissons haut la Bretagne - Droite, centre et régionalistes |
| Fabien Le Guernevé         |  | LR     | 03 | Union de la droite                  | Hissons haut la Bretagne - Droite, centre et régionalistes |
| Gaël Briand                |  | UDB    | 01 | Union à gauche avec des écologistes | Breizh a-gleiz - Autonomie, écologie, territoires          |
| Aziliz Gouez               |  | EB     | 02 | Union à gauche avec des écologistes | Breizh a-gleiz - Autonomie, écologie, territoires          |
| Anne Le Hénanff            |  | HOR    | 01 | Union du centre                     | Nous la Bretagne - Ni Breizhiz                             |
| Yves Bleunven              |  | DVD    | 02 | Union du centre                     | Nous la Bretagne - Ni Breizhiz                             |
| Armelle Nicolas            |  | DVD    | 03 | Union du centre                     | Nous la Bretagne - Ni Breizhiz                             |
| Raymond Le Brazidec        |  | RE-TdP | 04 | Union du centre                     | Bretagne centre gauche                                     |
| Florent de Kersauson       |  | RN     | 01 | Rassemblement national              | Rassemblement national                                     |
| Aurélie Le Goff            |  | RN     | 02 | Rassemblement national              | Rassemblement national                                     |
| * Vice-président(e)        |  |        |    |                                     |                                                            |

### Conseillers départementaux
Depuis le redécoupage cantonal de 2014, le nombre de cantons morbihannais a été divisé par deux et est passé de 42 à 21 avec un binôme paritaire élu dans chacun d'entre eux, soit 42 conseillers départementaux. À l'issue des élections départementales de 2015, l'union de la droite et du centre conserve et accroît sa majorité. François Goulard, président sortant de l'assemblée départementale, est réélu par 34 voix contre 8 (7 votes blancs, 1 abstention).
En 2021, la droite morbihannaise confirme sa domination et un nouveau président du conseil départemental, David Lappartient (LR, canton de Séné), est élu le 1er juillet 2021 par 33 voix contre 9 (8 blancs et 1 nul).
| Canton                              | Conseillers             | Partis | Partis    | Groupes                   |
| ----------------------------------- | ----------------------- | ------ | --------- | ------------------------- |
| Auray                               | Michel Jalu             |        | DVD       | Ensemble pour le Morbihan |
| Auray                               | Marie-José Le Breton    |        | DVD       | Ensemble pour le Morbihan |
| Gourin                              | Dominique Guégan        |        | DVD       | Ensemble pour le Morbihan |
| Gourin                              | Dominique Le Niniven    |        | DVD       | Ensemble pour le Morbihan |
| Grand-Champ                         | Pierre Guégan           |        | DVD       | Ensemble pour le Morbihan |
| Grand-Champ                         | Dominique Le Meur       |        | DVD       | Ensemble pour le Morbihan |
| Guer                                | Marie-Hélène Herry      |        | DVD       | Ensemble pour le Morbihan |
| Guer                                | Thierry Poulain         |        | DVD       | Ensemble pour le Morbihan |
| Guidel                              | Françoise Ballester     |        | DVD       | Ensemble pour le Morbihan |
| Guidel                              | Gwenn Le Nay            |        | UDI       | Ensemble pour le Morbihan |
| Hennebont Hennebont-Port-Louis      | Muriel Jourda           |        | LR        | Ensemble pour le Morbihan |
| Hennebont Hennebont-Port-Louis      | Stéphane Lohézic        |        | MoDem     | Ensemble pour le Morbihan |
| Lanester Lanester-Caudan            | Alain Caris             |        | PS        | Gauche et Écologiste      |
| Lanester Lanester-Caudan            | Myrianne Coché          |        | DVG (LNC) | Gauche et Écologiste      |
| Lorient-1                           | Mathieu Glaz            |        | PS        | Gauche et Écologiste      |
| Lorient-1                           | Catherine Quéric        |        | PCF       | Gauche et Écologiste      |
| Lorient-2                           | Damien Girard           |        | LÉ        | Gauche et Écologiste      |
| Lorient-2                           | Rozenn Métayer          |        | DVG       | Gauche et Écologiste      |
| Moréac                              | Rozenn Guégan           |        | DVG       | Ensemble pour le Morbihan |
| Moréac                              | Stéphane Hamon          |        | DVG       | Ensemble pour le Morbihan |
| Muzillac                            | Alain Guihard           |        | DVD       | Ensemble pour le Morbihan |
| Muzillac                            | Marie-Odile Jarligant   |        | DVD       | Ensemble pour le Morbihan |
| Plœmeur Plœmeur-Larmor-Plage-Quéven | Ronan Loas              |        | Horizons  | Ensemble pour le Morbihan |
| Plœmeur Plœmeur-Larmor-Plage-Quéven | Marianne Rousset        |        | DVD       | Ensemble pour le Morbihan |
| Ploërmel                            | Nicolas Jagoudet        |        | LR        | Ensemble pour le Morbihan |
| Ploërmel                            | Hania Renaudie          |        | LR        | Ensemble pour le Morbihan |
| Pluvigner                           | Marie-Christine Le Quer |        | DVD       | Ensemble pour le Morbihan |
| Pluvigner                           | Fabrice Robelet         |        | DVD       | Ensemble pour le Morbihan |
| Pontivy                             | Soizic Perrault         |        | LR        | Ensemble pour le Morbihan |
| Pontivy                             | Benoît Quéro            |        | DVD       | Ensemble pour le Morbihan |
| Questembert                         | Marie Le Boterff        |        | DVG       | Gauche et Écologiste      |
| Questembert                         | Boris Lemaire           |        | DVG       | Gauche et Écologiste      |
| Quiberon                            | Karine Bellec           |        | DVD       | Ensemble pour le Morbihan |
| Quiberon                            | Gérard Pierre           |        | DVD       | Ensemble pour le Morbihan |
| Séné                                | Anne Jehanno            |        | DVD       | Ensemble pour le Morbihan |
| Séné                                | David Lappartient       |        | LR        | Ensemble pour le Morbihan |
| Vannes-1                            | Mohamed Azgag           |        | MoDem     | Ensemble pour le Morbihan |
| Vannes-1                            | Christine Penhouet      |        | DVD       | Ensemble pour le Morbihan |
| Vannes-2                            | Denis Bertholom         |        | LR        | Ensemble pour le Morbihan |
| Vannes-2                            | Sophie Lebreton         |        | DVD       | Ensemble pour le Morbihan |
| Vannes-3                            | Gilles Dufeigneux       |        | DVD       | Ensemble pour le Morbihan |
| Vannes-3                            | Gaëlle Favennec         |        | DVD       | Ensemble pour le Morbihan |

Lors de la session d'installation du conseil départemental, six vice-présidentes et six vice-présidents ont été élus.
|     | Identité                | Groupe | Attributions                                            |
| --- | ----------------------- | ------ | ------------------------------------------------------- |
| 1re | Karine Bellec           | EPM    | Personnes en situation de handicap                      |
| 2e  | Ronan Loas              | EPM    | Culture, enseignement supérieur et recherche            |
| 3e  | Gaëlle Favennec         | EPM    | Insertion et emploi                                     |
| 4e  | Gérard Pierre           | EPM    | Routes, mobilités douces, mer, littoral et îles         |
| 5e  | Marie-Josée Le Breton   | EPM    | Sport et vie associative                                |
| 6e  | Dominique Le Niniven    | EPM    | Enfance et famille                                      |
| 7e  | Marie-Christine Le Quer | EPM    | Agriculture, pêche, environnement et politique de l'eau |
| 8e  | Fabrice Robelet         | EPM    | Personnes âgées                                         |
| 9e  | Soizic Perrault         | EPM    | Tourisme, habitat et logement                           |
| 10e | Benoît Quéro            | EPM    | Action en faveur des collectivités territoriales        |
| 11e | Christine Penhouët      | EPM    | Éducation                                               |
| 12e | Gilles Dufeigneux       | EPM    | Attractivité et grands événements                       |

Groupes politiques
Le conseil départemental du Morbihan compte deux groupes politiques : le groupe majoritaire « Ensemble pour le Morbihan » qui réunit des élus de la droite et du centre (LR, UDI, Horizons et divers droite) ainsi que les deux conseillers départementaux du canton de Moréac classés divers gauche, et le « Groupe de gauche et écologiste » (PS, PCF, LÉ et divers gauche), minoritaire, regroupant les conseillers de gauche.
| Groupe                    | Sigle | Porte-parole  | Statut     |
| ------------------------- | ----- | ------------- | ---------- |
| Ensemble pour le Morbihan | EPM   | Ronan Loas    | majorité   |
| Gauche et Écologiste      | G&É   | Damien Girard | opposition |

### Présidents d'intercommunalités
| Carte des intercommunalités du Morbihan au 1er janvier 2022. |    |                                          |                        |       |       |          |
|                                                              |    | Intercommunalité                         | Président              | Parti | Parti | Élection |
|                                                              | CC | Arc Sud Bretagne                         | Bruno Le Borgne        |       | DVD   | 2017     |
|                                                              | CC | Auray Quiberon Terre Atlantique          | Philippe Le Ray        |       | LR    | 2014     |
|                                                              | CC | Baud Communauté                          | Pascale Gillet-Guyader |       | DVG   | 2022     |
|                                                              | CC | Belle-Île-en-Mer                         | Annaïck Huchet         |       | SE    | 2020     |
|                                                              | CC | Blavet Bellevue Océan Communauté         | Sophie Le Chat         |       | DVD   | 2020     |
|                                                              | CC | Centre Morbihan Communauté               | Benoît Rolland         |       | UDI   | 2020     |
|                                                              | CC | De l'Oust à Brocéliande Communauté       | Jean-Luc Bléher        |       | UDI   | 2017     |
|                                                              | CA | Golfe du Morbihan - Vannes Agglomération | David Robo             |       | DVD   | 2020     |
|                                                              | CA | Lorient Agglomération                    | Fabrice Loher          |       | UDI   | 2020     |
|                                                              | CC | Ploërmel Communauté                      | Patrick Le Diffon      |       | LR    | 2014     |
|                                                              | CC | Pontivy Communauté                       | Bernard Le Breton      |       | DVD   | 2020     |
|                                                              | CC | Questembert Communauté                   | Patrice Le Penhuizic   |       | DVD   | 2020     |
|                                                              | CC | Roi Morvan Communauté                    | Renée Buquen-Courtel   |       | DVG   | 2020     |

Le Morbihan est aussi divisé en six pays qui regroupent plusieurs intercommunalités :
- le Pays d'Auray, qui regroupe la communauté de communes de Belle-Île-en-Mer et Auray Quiberon Terre Atlantique ;
- le Pays Centre Ouest Bretagne, pôle d'équilibre territorial et rural (PETR) couvrant cinq communautés de communes de trois départements ;
- le Pays de Ploërmel - Cœur de Bretagne, PETR situé au nord-est du département ;
- le Pays de Lorient, à cheval sur deux départements, qui compte trois intercommunalités ;
- le Pays de Pontivy, qui réunit Centre Morbihan Communauté et Pontivy Communauté ;
- le Pays de Vannes, groupement d'intérêt public qui a été dissous en décembre 2018[7].

En outre, onze communes appartiennent au pays de Redon - Bretagne Sud et trois au pays de Saint-Nazaire.

### Maires

Carte des 250 communes du Morbihan au 1er janvier 2019.

| Commune           | Maire                  |  | Parti    | Élection | Population |
| ----------------- | ---------------------- |  | -------- | -------- | ---------- |
| Arradon           | Pascal Barret          |  | DVG      | 2020     | 5 820      |
| Auray             | Claire Masson          |  | LÉ       | 2020     | 14 417     |
| Baud              | Pascale Gillet-Guyader |  | PS       | 2020     | 6 246      |
| Brech             | Fabrice Robelet        |  | DVD      | 2014     | 7 057      |
| Caudan            | Fabrice Vély           |  | DVD      | 2020     | 7 110      |
| Elven             | Gérard Gicquel         |  | LR       | 2014     | 6 543      |
| Grand-Champ       | Yves Bleunven          |  | DVD      | 2014     | 5 859      |
| Guer              | Jean-Luc Bléher        |  | RE       | 2001     | 6 056      |
| Guidel            | Jo Daniel              |  | UDI      | 2017     | 12 236     |
| Hennebont         | Michèle Dollé          |  | DVG      | 2021     | 15 831     |
| Inzinzac-Lochrist | Armelle Nicolas        |  | DVD      | 2014     | 6 631      |
| Kervignac         | Élodie Le Floch        |  | DVD      | 2020     | 7 085      |
| Lanester          | Gilles Carréric        |  | DVG      | 2020     | 23 188     |
| Languidic         | Laurent Duval          |  | DVD      | 2020     | 8 046      |
| Larmor-Plage      | Patrice Valton         |  | DVD      | 2020     | 8 368      |
| Lorient           | Fabrice Loher          |  | UDI      | 2020     | 58 202     |
| Muzillac          | Michel Criaud          |  | DVD      | 2020     | 5 022      |
| Ploemeur          | Ronan Loas             |  | Horizons | 2014     | 18 873     |
| Ploeren           | Gilbert Lorho          |  | DVD      | 2012     | 6 781      |
| Ploërmel          | Patrick Le Diffon      |  | LR       | 2014     | 10 021     |
| Plouay            | Gwenn Le Nay           |  | UDI      | 2017     | 5 779      |
| Plouhinec         | Sophie Le Chat         |  | DVD      | 2020     | 5 343      |
| Pluneret          | Franck Vallein         |  | DVG      | 2014     | 6 257      |
| Pluvigner         | Diane Hingray          |  | PS       | 2020     | 7 644      |
| Pontivy           | Christine Le Strat     |  | MoDem    | 2014     | 14 547     |
| Questembert       | Boris Lemaire          |  | DVG      | 2020     | 8 081      |
| Quéven            | Marc Boutruche         |  | DVD      | 2014     | 8 906      |
| Riantec           | Jean-Michel Bonhomme   |  | DVD      | 2010     | 5 742      |
| Saint-Avé         | Anne Gallo             |  | DVG      | 2014     | 12 173     |
| Sarzeau           | Jean-Marc Dupeyrat     |  | DVD      | 2021     | 9 068      |
| Séné              | Sylvie Sculo           |  | PS       | 2020     | 9 265      |
| Surzur            | Noëlle Chenot          |  | DVD      | 2020     | 5 110      |
| Theix-Noyalo      | Christian Sébille      |  | DVD      | 2020     | 8 476      |
| Vannes            | David Robo             |  | DVD      | 2011     | 54 955     |

À la suite de la création de huit communes nouvelles qui regroupent 19 communes déléguées, le nombre de communes morbihannaises est passé de 261 à 250 entre 2014 et 2020. Pour chacune d'entre elles, un maire délégué y est élu.
|      | Commune nouvelle  | Communes déléguées                            |
| ---- | ----------------- | --------------------------------------------- |
| 2016 | Évellys           | Moustoir-Remungol - Naizin - Remungol         |
| 2016 | Theix-Noyalo      | Noyalo - Theix                                |
| 2016 | Val d'Oust        | La Chapelle-Caro - Quily - Le Roc-Saint-André |
| 2017 | Carentoir         | Carentoir - Quelneuc                          |
| 2017 | La Gacilly        | La Chapelle-Gaceline - La Gacilly - Glénac    |
| 2019 | Forges de Lanouée | Les Forges - Lanouée                          |
| 2019 | Ploërmel          | Monterrein - Ploërmel                         |
| 2019 | Pluméliau-Bieuzy  | Bieuzy - Pluméliau                            |

## Résultats électoraux

### Élections présidentielles

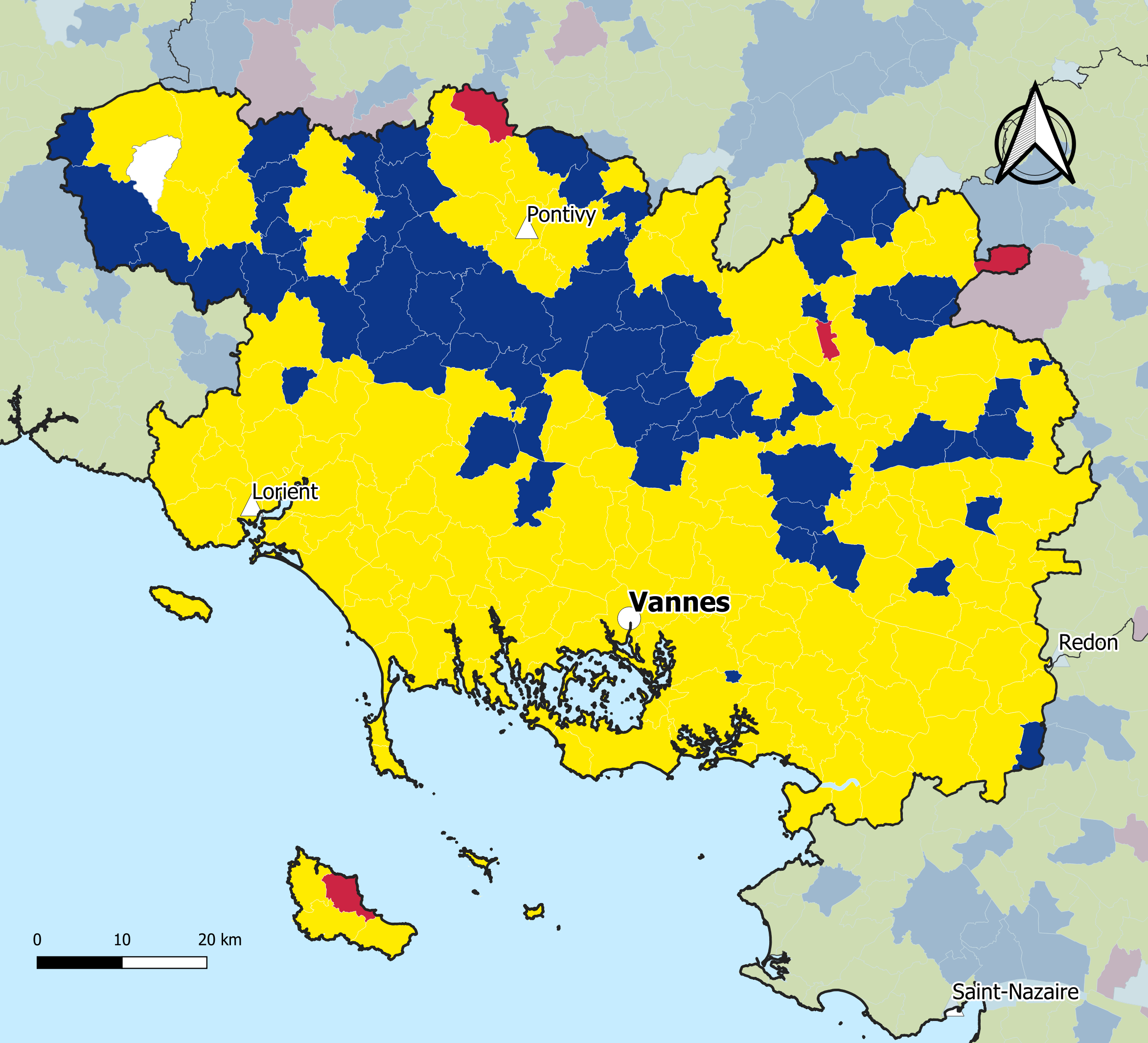
Répartition du candidat arrivé en tête au premier tour.

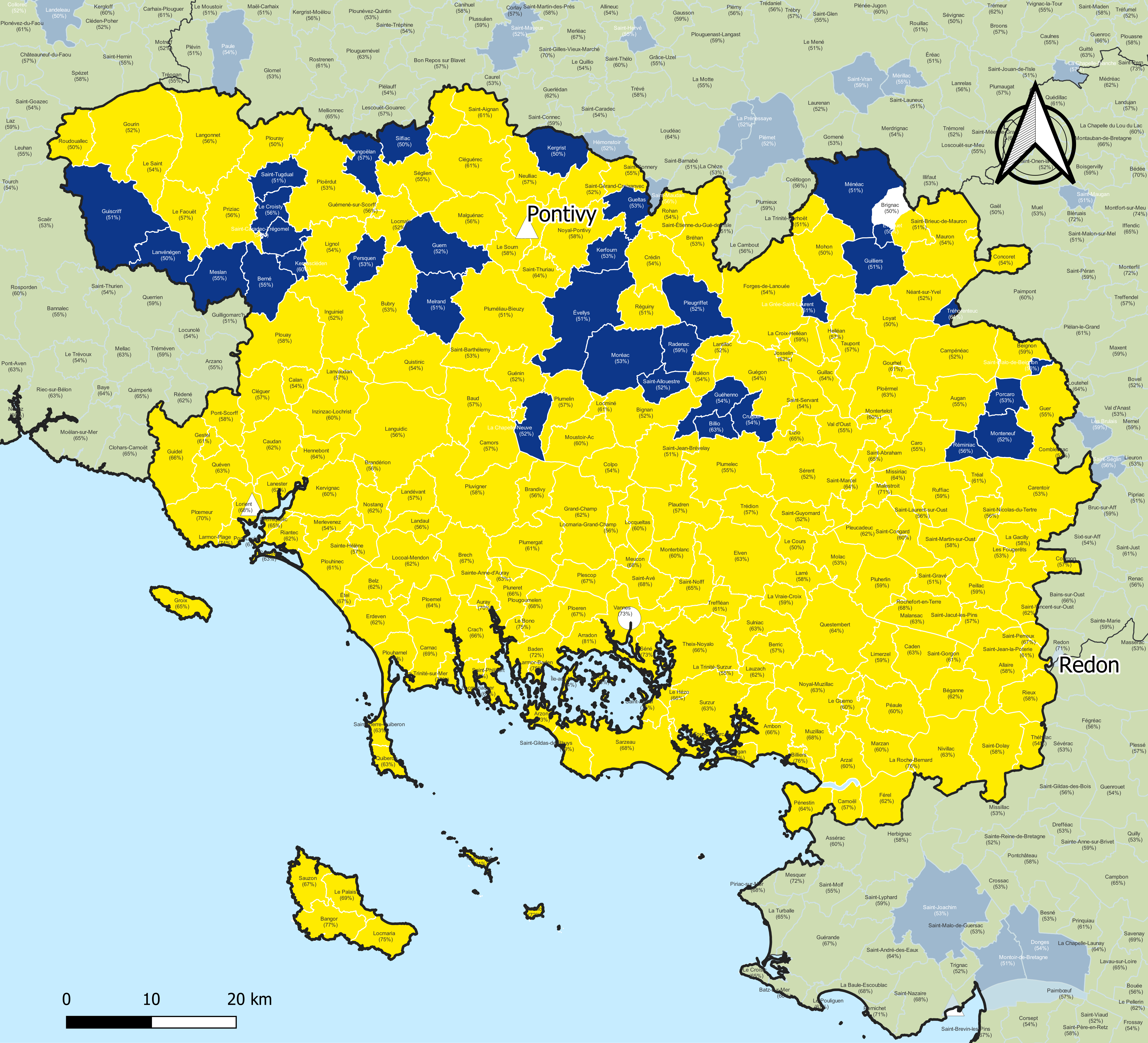
Répartition du candidat arrivé en tête au second tour.

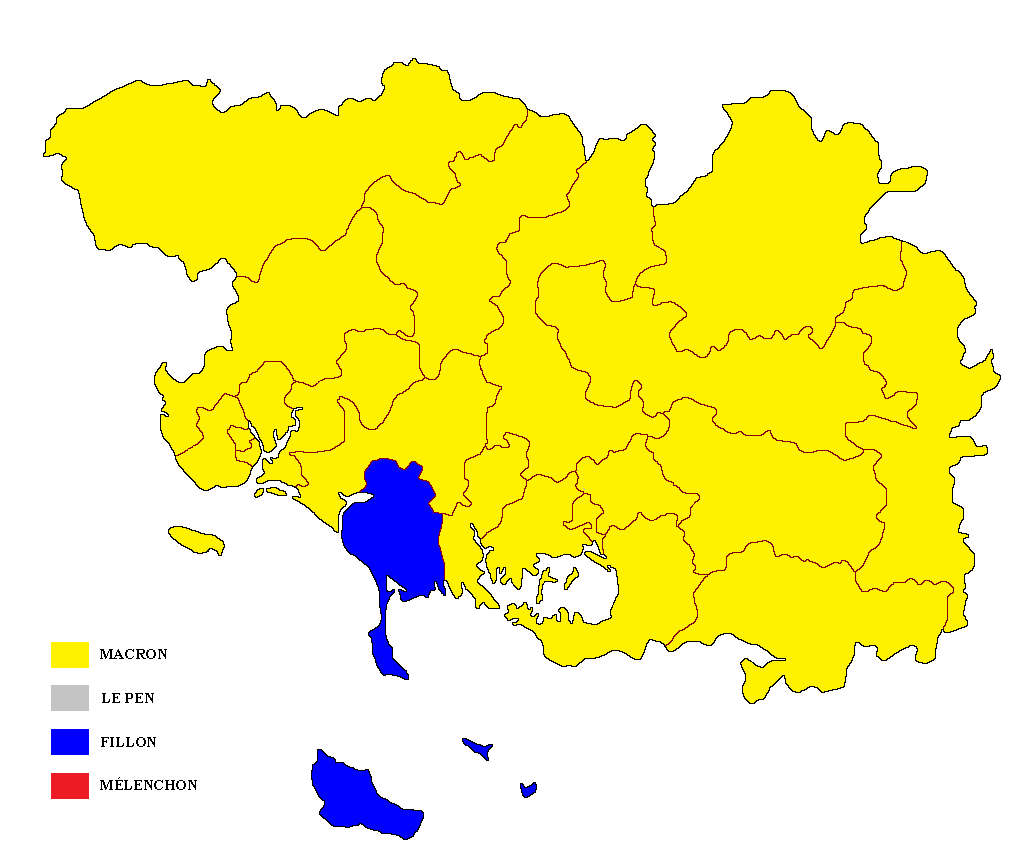
Répartition du candidat arrivé en tête au premier tour par canton.

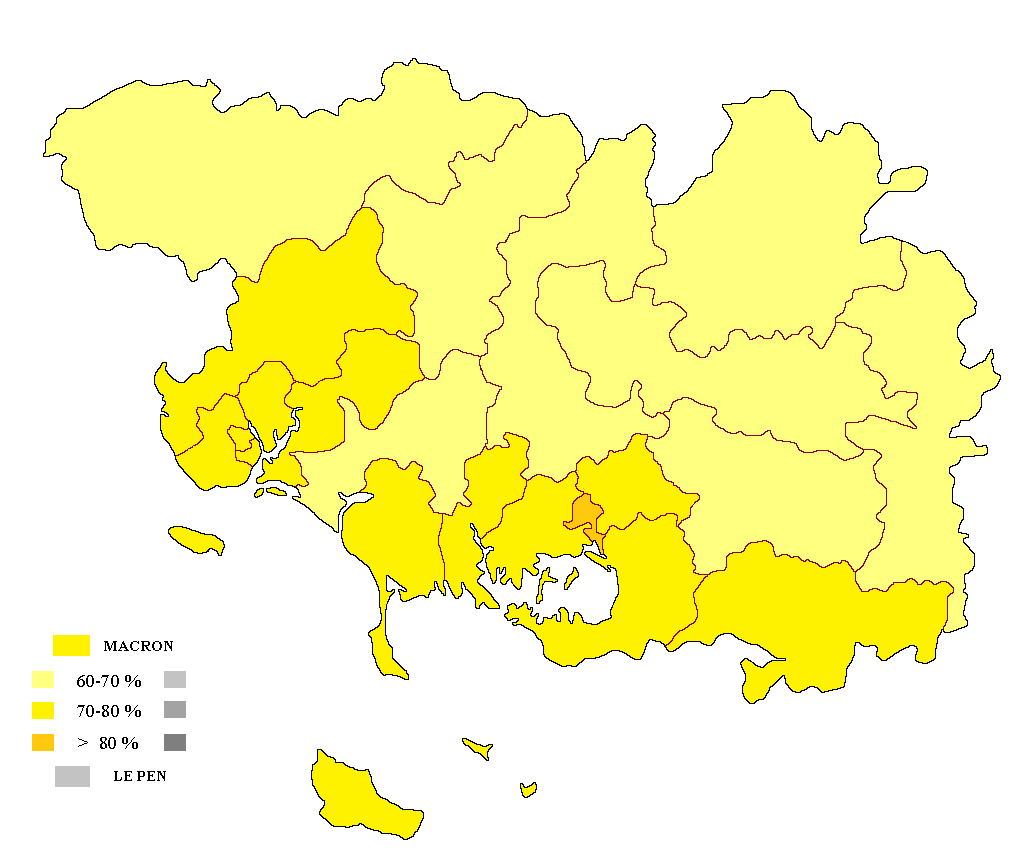
Pourcentage des votes allant à Emmanuel Macron lors du second tour par canton, aucun canton ne votant majoritairement pour Marine Le Pen.

Répartition du candidat arrivé en tête au premier tour.

- Élection présidentielle de 2022 :

|                                              |                                               | Premier tour 10 avril 2022 | Premier tour 10 avril 2022       | Second tour 24 avril 2022 | Second tour 24 avril 2022        |
|                                              |                                               | Nombre                     | % des inscrits                   | Nombre                    | % des inscrits                   |
| Inscrits                                     | Inscrits                                      | 608 972                    | 100,00                           | 609 316                   | 100,00                           |
| Abstentions                                  | Abstentions                                   | 130 520                    | 21,43                            | 135 060                   | 22,17                            |
| Votants                                      | Votants                                       | 478 452                    | 78,57                            | 474 256                   | 77,83                            |
|                                              |                                               |                            | % des votants                    |                           | % des votants                    |
| Bulletins blancs                             | Bulletins blancs                              | 7 959                      | 1,66                             | 33 469                    | 7,06                             |
| Bulletins nuls                               | Bulletins nuls                                | 3 119                      | 0,65                             | 11 315                    | 2,39                             |
| Suffrages exprimés                           | Suffrages exprimés                            | 467 374                    | 97,68                            | 429 472                   | 90,56                            |
|                                              |                                               |                            |                                  |                           |                                  |
| Candidat Parti politique                     | Candidat Parti politique                      | Voix                       | % des exprimés Différence France | Voix                      | % des exprimés Différence France |
|                                              | Nathalie Arthaud Lutte ouvrière               | 2 952                      | 0,63                             |                           |                                  |
|                                              | Fabien Roussel Parti communiste français      | 11 529                     | 2,47                             |                           |                                  |
|                                              | Emmanuel Macron La République en marche       | 152 740                    | 32,68                            | 269 755                   | 62,81                            |
|                                              | Jean Lassalle Résistons                       | 14 399                     | 3,08                             |                           |                                  |
|                                              | Marine Le Pen Rassemblement national          | 102 856                    | 22,01                            | 159 717                   | 37,19                            |
|                                              | Éric Zemmour Reconquête                       | 26 595                     | 5,69                             |                           |                                  |
|                                              | Jean-Luc Mélenchon La France insoumise        | 84 200                     | 18,02                            |                           |                                  |
|                                              | Anne Hidalgo Parti socialiste                 | 8 267                      | 1,77                             |                           |                                  |
|                                              | Yannick Jadot Europe Écologie Les Verts       | 27 036                     | 5,78                             |                           |                                  |
|                                              | Valérie Pécresse Les Républicains             | 22 838                     | 4,89                             |                           |                                  |
|                                              | Philippe Poutou Nouveau Parti anticapitaliste | 4 376                      | 0,94                             |                           |                                  |
|                                              | Nicolas Dupont-Aignan Debout la France        | 9 586                      | 2,05                             |                           |                                  |
| Source : Ministère de l'Intérieur - Morbihan |                                               |                            |                                  |                           |                                  |

- Élection présidentielle de 2017 :

|                                              |                                                  | Premier tour 23 avril 2017 | Premier tour 23 avril 2017 | Second tour 7 mai 2017 | Second tour 7 mai 2017 |
|                                              |                                                  | Nombre                     | % des inscrits             | Nombre                 | % des inscrits         |
| Inscrits                                     | Inscrits                                         | 577 012                    | 100,00                     | 576 899                | 100,00                 |
| Abstentions                                  | Abstentions                                      | 96 113                     | 16,66                      | 117 229                | 20,32                  |
| Votants                                      | Votants                                          | 480 899                    | 83,34                      | 459 670                | 79,68                  |
|                                              |                                                  |                            | % des votants              |                        | % des votants          |
| Bulletins blancs                             | Bulletins blancs                                 | 8 518                      | 1,77                       | 41 362                 | 9,00                   |
| Bulletins nuls                               | Bulletins nuls                                   | 3 546                      | 0,74                       | 13 638                 | 2,97                   |
| Suffrages exprimés                           | Suffrages exprimés                               | 468 835                    | 97,49                      | 404 670                | 88,03                  |
|                                              |                                                  |                            |                            |                        |                        |
| Candidat Parti politique                     | Candidat Parti politique                         | Voix                       | % des exprimés             | Voix                   | % des exprimés         |
|                                              | Emmanuel Macron En marche !                      | 130 639                    | 27,86                      | 289 594                | 71,56                  |
|                                              | François Fillon Les Républicains                 | 97 900                     | 20,88                      |                        |                        |
|                                              | Marine Le Pen Front national                     | 82 927                     | 17,69                      | 115 076                | 28,44                  |
|                                              | Jean-Luc Mélenchon La France insoumise           | 82 020                     | 17,49                      |                        |                        |
|                                              | Benoît Hamon Parti socialiste                    | 34 368                     | 7,33                       |                        |                        |
|                                              | Nicolas Dupont-Aignan Debout la France           | 22 411                     | 4,78                       |                        |                        |
|                                              | Philippe Poutou Nouveau Parti anticapitaliste    | 6 309                      | 1,35                       |                        |                        |
|                                              | Jean Lassalle Résistons                          | 4 820                      | 1,03                       |                        |                        |
|                                              | Nathalie Arthaud Lutte ouvrière                  | 3 291                      | 0,70                       |                        |                        |
|                                              | François Asselineau Union populaire républicaine | 3 249                      | 0,69                       |                        |                        |
|                                              | Jacques Cheminade Solidarité et progrès          | 901                        | 0,19                       |                        |                        |
| Source : Ministère de l'Intérieur - Morbihan |                                                  |                            |                            |                        |                        |

- Élection présidentielle de 2012 :

|                                              | Eva Joly Europe Écologie Les Verts                | 12 948  | 2,81   |         |        |
|                                              | Marine Le Pen Front national                      | 71 715  | 15,55  |         |        |
|                                              | Nicolas Sarkozy Union pour un mouvement populaire | 129 838 | 28,15  | 213 893 | 48,27  |
|                                              | Jean-Luc Mélenchon Front de gauche                | 47 220  | 10,24  |         |        |
|                                              | Philippe Poutou Nouveau Parti anticapitaliste     | 6 300   | 1,37   |         |        |
|                                              | Nathalie Arthaud Lutte ouvrière                   | 2 818   | 0,61   |         |        |
|                                              | Jacques Cheminade Solidarité et progrès           | 1 268   | 0,27   |         |        |
|                                              | François Bayrou Mouvement démocrate               | 50 050  | 10,85  |         |        |
|                                              | Nicolas Dupont-Aignan Debout la République        | 8 548   | 1,85   |         |        |
|                                              | François Hollande Parti socialiste                | 130 453 | 28,29  | 229 248 | 51,73  |
|                                              |                                                   |         |        |         |        |
| Inscrits                                     | Inscrits                                          | 555 819 | 100,00 | 555 655 | 100,00 |
| Abstentions                                  | Abstentions                                       | 86 123  | 15,49  | 85 419  | 15,37  |
| Votants                                      | Votants                                           | 469 696 | 84,51  | 470 236 | 84,63  |
| Blancs ou nuls                               | Blancs ou nuls                                    | 5 920   | 1,27   | 19 853  | 4,26   |
| Exprimés                                     | Exprimés                                          | 461 409 | 98,73  | 446 138 | 95,74  |
| Source : Ministère de l'Intérieur - Morbihan |                                                   |         |        |         |        |

- Élection présidentielle de 2007 :

|                                              | François Bayrou Union pour la démocratie française   | 101 406 | 21,98  |         |        |
|                                              | Olivier Besancenot Ligue communiste révolutionnaire  | 19 701  | 4,27   |         |        |
|                                              | José Bové Sans étiquette                             | 6 480   | 1,40   |         |        |
|                                              | Marie-George Buffet Gauche populaire et antilibérale | 7 252   | 1,57   |         |        |
|                                              | Arlette Laguiller Lutte ouvrière                     | 5 604   | 1,21   |         |        |
|                                              | Jean-Marie Le Pen Front national                     | 41 629  | 9,02   |         |        |
|                                              | Frédéric Nihous Chasse, pêche, nature et traditions  | 5 204   | 1,13   |         |        |
|                                              | Ségolène Royal Parti socialiste                      | 115 949 | 25,13  | 218 085 | 48,88  |
|                                              | Nicolas Sarkozy Union pour un mouvement populaire    | 137 510 | 29,80  | 228 053 | 51,12  |
|                                              | Gérard Schivardi Parti des travailleurs              | 1 060   | 0,23   |         |        |
|                                              | Philippe de Villiers Mouvement pour la France        | 10 647  | 2,31   |         |        |
|                                              | Dominique Voynet Les Verts                           | 8 967   | 1,94   |         |        |
|                                              |                                                      |         |        |         |        |
| Inscrits                                     | Inscrits                                             | 534 901 | 100,00 | 534 904 | 100,00 |
| Abstentions                                  | Abstentions                                          | 67 572  | 12,63  | 68 913  | 12,88  |
| Votants                                      | Votants                                              | 467 329 | 87,37  | 465 991 | 87,12  |
| Blancs ou nuls                               | Blancs ou nuls                                       | 5 920   | 1,27   | 19 853  | 4,26   |
| Exprimés                                     | Exprimés                                             | 461 409 | 98,73  | 446 138 | 95,74  |
| Source : Ministère de l'Intérieur - Morbihan |                                                      |         |        |         |        |

- Élection présidentielle de 2002 :

|                                    | Bruno Mégret Mouvement national républicain          | 3 925   | 1,09   |         |        |
|                                    | Corinne Lepage Cap21                                 | 8 162   | 2,26   |         |        |
|                                    | Daniel Gluckstein Parti des travailleurs             | 1 605   | 0,44   |         |        |
|                                    | François Bayrou Union pour la démocratie française   | 23 860  | 6,60   |         |        |
|                                    | Jacques Chirac Rassemblement pour la République      | 81 711  | 22,62  | 337 131 | 86,11  |
|                                    | Jean-Marie Le Pen Front national                     | 53 797  | 14,89  | 54 365  | 13,89  |
|                                    | Christiane Taubira Parti radical de gauche           | 7 189   | 1,99   |         |        |
|                                    | Jean Saint-Josse Chasse, pêche, nature et traditions | 14 208  | 3,93   |         |        |
|                                    | Noël Mamère Les Verts                                | 20 898  | 5,78   |         |        |
|                                    | Lionel Jospin Parti socialiste                       | 60 422  | 16,72  |         |        |
|                                    | Christine Boutin Forum des républicains sociaux      | 5 168   | 1,43   |         |        |
|                                    | Robert Hue Parti communiste français                 | 9 791   | 2,71   |         |        |
|                                    | Jean-Pierre Chevènement Mouvement des citoyens       | 15 097  | 4,18   |         |        |
|                                    | Alain Madelin Démocratie libérale                    | 16 371  | 4,53   |         |        |
|                                    | Arlette Laguiller Lutte ouvrière                     | 20 519  | 5,68   |         |        |
|                                    | Olivier Besancenot Ligue communiste révolutionnaire  | 18 577  | 5,14   |         |        |
|                                    |                                                      |         |        |         |        |
| Inscrits                           | Inscrits                                             | 498 938 | 100,00 | 499 055 | 100,00 |
| Abstentions                        | Abstentions                                          | 125 012 | 25,06  | 86 627  | 17,36  |
| Votants                            | Votants                                              | 373 926 | 74,94  | 412 428 | 82,64  |
| Blancs ou nuls                     | Blancs ou nuls                                       | 12 626  | 3,38   | 20 932  | 5,08   |
| Exprimés                           | Exprimés                                             | 361 300 | 96,62  | 391 496 | 94,92  |
| Source : Politiquemania - Morbihan |                                                      |         |        |         |        |

- Élection présidentielle de 1995 :

|                                    | Philippe de Villiers Mouvement pour la France             | 15 436  | 4,06   |         |        |
|                                    | Jean-Marie Le Pen Front national                          | 52 369  | 13,78  |         |        |
|                                    | Jacques Chirac Rassemblement pour la République           | 75 872  | 19,96  | 198 235 | 53,45  |
|                                    | Arlette Laguiller Lutte ouvrière                          | 20 296  | 5,34   |         |        |
|                                    | Jacques Cheminade Fédération pour une nouvelle solidarité | 858     | 0,23   |         |        |
|                                    | Lionel Jospin Parti socialiste                            | 86 034  | 22,64  | 172 652 | 46,55  |
|                                    | Dominique Voynet Les Verts                                | 13 229  | 3,48   |         |        |
|                                    | Édouard Balladur Rassemblement pour la République diss.   | 88 820  | 23,37  |         |        |
|                                    | Robert Hue Parti communiste français                      | 27 122  | 7,14   |         |        |
|                                    |                                                           |         |        |         |        |
| Inscrits                           | Inscrits                                                  | 472 281 | 100,00 | 472 143 | 100,00 |
| Abstentions                        | Abstentions                                               | 82 460  | 17,46  | 81 636  | 17,29  |
| Votants                            | Votants                                                   | 389 821 | 82,54  | 390 507 | 82,71  |
| Blancs ou nuls                     | Blancs ou nuls                                            | 9 785   | 2,51   | 19 620  | 5,02   |
| Exprimés                           | Exprimés                                                  | 380 036 | 97,49  | 370 887 | 94,98  |
| Source : Politiquemania - Morbihan |                                                           |         |        |         |        |

- Élection présidentielle de 1988 :

|                                    | Raymond Barre Union pour la démocratie française        | 72 011  | 19,67  |         |        |
|                                    | Pierre Juquin Communiste rénovateur                     | 6 403   | 1,75   |         |        |
|                                    | Jean-Marie Le Pen Front national                        | 47 525  | 12,98  |         |        |
|                                    | Jacques Chirac Rassemblement pour la République         | 72 918  | 19,92  | 174 061 | 47,04  |
|                                    | François Mitterrand Parti socialiste                    | 128 057 | 34,98  | 195 948 | 52,96  |
|                                    | Pierre Boussel Mouvement pour un parti des travailleurs | 1 254   | 0,34   |         |        |
|                                    | Antoine Waechter Les Verts                              | 14 280  | 3,90   |         |        |
|                                    | Arlette Laguiller Lutte ouvrière                        | 7 666   | 2,09   |         |        |
|                                    | André Lajoinie Parti communiste français                | 15 954  | 4,36   |         |        |
|                                    |                                                         |         |        |         |        |
| Inscrits                           | Inscrits                                                | 443 526 | 100,00 | 443 338 | 100,00 |
| Abstentions                        | Abstentions                                             | 71 318  | 16,08  | 62 030  | 13,99  |
| Votants                            | Votants                                                 | 372 208 | 83,92  | 381 308 | 86,01  |
| Blancs ou nuls                     | Blancs ou nuls                                          | 6 140   | 1,65   | 11 299  | 2,96   |
| Exprimés                           | Exprimés                                                | 366 068 | 98,35  | 370 009 | 97,04  |
| Source : Politiquemania - Morbihan |                                                         |         |        |         |        |

- Élection présidentielle de 1981 :

|                                    | Arlette Laguiller Lutte ouvrière                   | 8 148   | 2,39   |         |        |
|                                    | Marie-France Garaud Divers droite gaulliste        | 3 552   | 1,04   |         |        |
|                                    | Michel Crépeau Mouvement des radicaux de gauche    | 5 645   | 1,66   |         |        |
|                                    | Huguette Bouchardeau Parti socialiste unifié       | 4 249   | 1,25   |         |        |
|                                    | Brice Lalonde Mouvement d'écologie politique       | 13 644  | 4,00   |         |        |
|                                    | François Mitterrand Parti socialiste               | 85 751  | 25,17  | 162 265 | 46,03  |
|                                    | Valéry Giscard d'Estaing Républicains indépendants | 117 067 | 34,36  | 190 258 | 53,97  |
|                                    | Georges Marchais Parti communiste français         | 32 806  | 9,63   |         |        |
|                                    | Michel Debré Divers droite gaulliste               | 4 588   | 1,35   |         |        |
|                                    | Jacques Chirac Rassemblement pour la République    | 65 253  | 19,15  |         |        |
|                                    |                                                    |         |        |         |        |
| Inscrits                           | Inscrits                                           | 414 217 | 100,00 | 413 720 | 100,00 |
| Abstentions                        | Abstentions                                        | 69 482  | 16,77  | 52 873  | 12,78  |
| Votants                            | Votants                                            | 344 735 | 83,23  | 360 847 | 87,22  |
| Blancs ou nuls                     | Blancs ou nuls                                     | 4 032   | 1,17   | 8 324   | 2,31   |
| Exprimés                           | Exprimés                                           | 340 703 | 98,83  | 352 523 | 97,69  |
| Source : Politiquemania - Morbihan |                                                    |         |        |         |        |

- Élection présidentielle de 1974 :

|                                    | Jacques Chaban-Delmas Union des démocrates pour la République | 36 743  | 12,53  |         |        |
|                                    | René Dumont Écologiste                                        | 2 978   | 1,02   |         |        |
|                                    | Valéry Giscard d'Estaing Républicains indépendants            | 134 887 | 45,99  | 187 531 | 62,18  |
|                                    | Guy Héraud Fédéraliste européen                               | 304     | 0,10   |         |        |
|                                    | Alain Krivine Ligue communiste révolutionnaire                | 669     | 0,23   |         |        |
|                                    | Arlette Laguiller Lutte ouvrière                              | 6 611   | 2,25   |         |        |
|                                    | Jean-Marie Le Pen Front national                              | 2 889   | 0,98   |         |        |
|                                    | François Mitterrand Parti socialiste                          | 98 912  | 33,72  | 114 070 | 37,82  |
|                                    | Émile Muller Mouvement démocrate-socialiste de France         | 645     | 0,22   |         |        |
|                                    | Bertrand Renouvin Nouvelle Action royaliste                   | 321     | 0,11   |         |        |
|                                    | Jean Royer Divers droite                                      | 7 927   | 2,70   |         |        |
|                                    | Jean-Claude Sebag Mouvement fédéraliste européen              | 430     | 0,15   |         |        |
|                                    |                                                               |         |        |         |        |
| Inscrits                           | Inscrits                                                      | 348 096 | 100,00 | 347 959 | 100,00 |
| Abstentions                        | Abstentions                                                   | 52 901  | 15,20  | 43 879  | 12,61  |
| Votants                            | Votants                                                       | 295 195 | 84,80  | 304 080 | 87,39  |
| Blancs ou nuls                     | Blancs ou nuls                                                | 1 879   | 0,64   | 2 479   | 0,82   |
| Exprimés                           | Exprimés                                                      | 293 316 | 99,36  | 301 601 | 99,18  |
| Source : Politiquemania - Morbihan |                                                               |         |        |         |        |

- Élection présidentielle de 1969 :

|                                    | Gaston Defferre Section française de l'Internationale ouvrière | 9 263   | 3,46   |         |        |
|                                    | Louis Ducatel Radical-socialiste indépendant                   | 2 708   | 1,01   |         |        |
|                                    | Jacques Duclos Parti communiste français                       | 40 349  | 15,07  |         |        |
|                                    | Alain Krivine Ligue communiste                                 | 1 896   | 0,71   |         |        |
|                                    | Alain Poher Centre démocrate                                   | 59 586  | 22,26  | 78 312  | 33,12  |
|                                    | Georges Pompidou Union pour la défense de la République        | 146 901 | 54,88  | 158 126 | 66,88  |
|                                    | Michel Rocard Parti socialiste unifié                          | 6 971   | 2,60   |         |        |
|                                    |                                                                |         |        |         |        |
| Inscrits                           | Inscrits                                                       | 340 344 | 100,00 | 340 243 | 100,00 |
| Abstentions                        | Abstentions                                                    | 70 184  | 20,62  | 93 130  | 27,37  |
| Votants                            | Votants                                                        | 270 160 | 79,38  | 247 113 | 72,63  |
| Blancs ou nuls                     | Blancs ou nuls                                                 | 2 486   | 0,92   | 10 675  | 4,32   |
| Exprimés                           | Exprimés                                                       | 267 674 | 99,08  | 236 438 | 95,68  |
| Source : Politiquemania - Morbihan |                                                                |         |        |         |        |

- Élection présidentielle de 1965 :

|                                    | Marcel Barbu Divers gauche                                    | 2 020   | 0,72   |         |        |
|                                    | Charles de Gaulle Union pour la nouvelle République           | 148 824 | 53,17  | 182 421 | 66,48  |
|                                    | Jean Lecanuet Mouvement républicain populaire                 | 51 339  | 18,34  |         |        |
|                                    | Pierre Marcilhacy Parti libéral européen                      | 3 069   | 1,10   |         |        |
|                                    | François Mitterrand Convention des institutions républicaines | 66 997  | 23,93  | 91 979  | 33,52  |
|                                    | Jean-Louis Tixier-Vignancour Comités Tixier-Vignancour        | 7 668   | 2,74   |         |        |
|                                    |                                                               |         |        |         |        |
| Inscrits                           | Inscrits                                                      | 336 778 | 100,00 | 336 716 | 100,00 |
| Abstentions                        | Abstentions                                                   | 54 930  | 16,31  | 57 162  | 16,98  |
| Votants                            | Votants                                                       | 281 848 | 83,69  | 279 554 | 83,02  |
| Blancs ou nuls                     | Blancs ou nuls                                                | 1 931   | 0,69   | 5 154   | 1,84   |
| Exprimés                           | Exprimés                                                      | 279 917 | 99,31  | 274 400 | 98,16  |
| Source : Politiquemania - Morbihan |                                                               |         |        |         |        |

### Élections législatives
| 2024 | 2024 | 2024 | 2024 | 2024 | 2024 | 2024 | 2024 | 2024 |                                                    | Anne Le Hénanff                                    |                                                    | Jimmy Pahun                                        |                                                    | Nicole Le Peih                                     |                                                    | Paul Molac                                         |                                                    | Damien Girard                                      |                                                    | Jean-Michel Jacques                                |                                                    |                                                    |                                                    |                                                    |                                                    |                                                    |
| 2022 | 2022 | 2022 | 2022 | 2022 | 2022 | 2022 | 2022 | 2022 |                                                    | Anne Le Hénanff                                    |                                                    | Jimmy Pahun                                        |                                                    | Nicole Le Peih                                     |                                                    | Paul Molac                                         |                                                    | Lysiane Métayer                                    |                                                    | Jean-Michel Jacques                                |                                                    |                                                    |                                                    |                                                    |                                                    |                                                    |
| 2017 | 2017 | 2017 | 2017 | 2017 | 2017 | 2017 | 2017 | 2017 |                                                    | Hervé Pellois                                      |                                                    | Jimmy Pahun                                        |                                                    | Nicole Le Peih                                     |                                                    | Paul Molac                                         |                                                    | Gwendal Rouillard                                  |                                                    | Jean-Michel Jacques                                |                                                    |                                                    |                                                    |                                                    |                                                    |                                                    |
| 2012 | 2012 | 2012 | 2012 | 2012 | 2012 | 2012 | 2012 | 2012 |                                                    | Hervé Pellois                                      |                                                    | Philippe Le Ray                                    |                                                    | Jean-Pierre Le Roch                                |                                                    | Paul Molac                                         |                                                    | Gwendal Rouillard                                  |                                                    | Philippe Noguès                                    |                                                    |                                                    |                                                    |                                                    |                                                    |                                                    |
| 2007 | 2007 | 2007 | 2007 | 2007 | 2007 | 2007 | 2007 | 2007 |                                                    | François Goulard                                   |                                                    | Michel Grall                                       |                                                    | Gérard Lorgeoux                                    |                                                    | Loïc Bouvard                                       |                                                    | Françoise Olivier-Coupeau                          |                                                    | Jacques Le Nay                                     |                                                    |                                                    |                                                    |                                                    |                                                    |                                                    |
| 2002 | 2002 | 2002 | 2002 | 2002 | 2002 | 2002 | 2002 | 2002 |                                                    | François Goulard                                   |                                                    | Aimé Kergueris                                     |                                                    | Gérard Lorgeoux                                    |                                                    | Loïc Bouvard                                       |                                                    | Jean-Yves Le Drian                                 |                                                    | Jacques Le Nay                                     |                                                    |                                                    |                                                    |                                                    |                                                    |                                                    |
| 1997 | 1997 | 1997 | 1997 | 1997 | 1997 | 1997 | 1997 | 1997 |                                                    | François Goulard                                   |                                                    | Aimé Kergueris                                     |                                                    | Jean-Charles Cavaillé                              |                                                    | Loïc Bouvard                                       |                                                    | Jean-Yves Le Drian                                 |                                                    | Jacques Le Nay                                     |                                                    |                                                    |                                                    |                                                    |                                                    |                                                    |
| 1993 | 1993 | 1993 | 1993 | 1993 | 1993 | 1993 | 1993 | 1993 |                                                    | Raymond Marcellin                                  |                                                    | Aimé Kergueris                                     |                                                    | Jean-Charles Cavaillé                              |                                                    | Loïc Bouvard                                       |                                                    | Michel Godard                                      |                                                    | Jacques Le Nay                                     |                                                    |                                                    |                                                    |                                                    |                                                    |                                                    |
| 1988 | 1988 | 1988 | 1988 | 1988 | 1988 | 1988 | 1988 | 1988 |                                                    | Raymond Marcellin                                  |                                                    | Aimé Kergueris                                     |                                                    | Jean-Charles Cavaillé                              |                                                    | Loïc Bouvard                                       |                                                    | Jean-Yves Le Drian                                 |                                                    | Jean Giovannelli                                   |                                                    |                                                    |                                                    |                                                    |                                                    |                                                    |
| 1986 | 1986 | 1986 | 1986 | 1986 | 1986 | 1986 | 1986 | 1986 | Scrutin proportionnel plurinominal par département | Scrutin proportionnel plurinominal par département | Scrutin proportionnel plurinominal par département | Scrutin proportionnel plurinominal par département | Scrutin proportionnel plurinominal par département | Scrutin proportionnel plurinominal par département | Scrutin proportionnel plurinominal par département | Scrutin proportionnel plurinominal par département | Scrutin proportionnel plurinominal par département | Scrutin proportionnel plurinominal par département | Scrutin proportionnel plurinominal par département | Scrutin proportionnel plurinominal par département | Scrutin proportionnel plurinominal par département | Scrutin proportionnel plurinominal par département | Scrutin proportionnel plurinominal par département | Scrutin proportionnel plurinominal par département | Scrutin proportionnel plurinominal par département | Scrutin proportionnel plurinominal par département |
| 1981 | 1981 | 1981 | 1981 | 1981 | 1981 | 1981 | 1981 | 1981 |                                                    | Raymond Marcellin                                  |                                                    | Christian Bonnet                                   |                                                    | Jean-Charles Cavaillé                              |                                                    | Loïc Bouvard                                       |                                                    | Jean-Yves Le Drian                                 |                                                    | Jean Giovannelli                                   |                                                    |                                                    |                                                    |                                                    |                                                    |                                                    |
| 1978 | 1978 | 1978 | 1978 | 1978 | 1978 | 1978 | 1978 | 1978 |                                                    | Paul Chapel                                        |                                                    | Christian Bonnet                                   |                                                    | Jean-Charles Cavaillé                              |                                                    | Loïc Bouvard                                       |                                                    | Jean-Yves Le Drian                                 |                                                    | Yves Le Cabellec                                   |                                                    |                                                    |                                                    |                                                    |                                                    |                                                    |
| 1973 | 1973 | 1973 | 1973 | 1973 | 1973 | 1973 | 1973 | 1973 |                                                    | Raymond Marcellin                                  |                                                    | Christian Bonnet                                   |                                                    | Hervé Laudrin                                      |                                                    | Loïc Bouvard                                       |                                                    | Yves Allainmat                                     |                                                    | Paul Ihuel                                         |                                                    |                                                    |                                                    |                                                    |                                                    |                                                    |
| 1968 | 1968 | 1968 | 1968 | 1968 | 1968 | 1968 | 1968 | 1968 |                                                    | Raymond Marcellin                                  |                                                    | Christian Bonnet                                   |                                                    | Hervé Laudrin                                      |                                                    | Yves du Halgouët                                   |                                                    | Roger de Vitton                                    |                                                    | Paul Ihuel                                         |                                                    |                                                    |                                                    |                                                    |                                                    |                                                    |
| 1967 | 1967 | 1967 | 1967 | 1967 | 1967 | 1967 | 1967 | 1967 |                                                    | Raymond Marcellin                                  |                                                    | Christian Bonnet                                   |                                                    | Hervé Laudrin                                      |                                                    | Yves du Halgouët                                   |                                                    | Yves Allainmat                                     |                                                    | Paul Ihuel                                         |                                                    |                                                    |                                                    |                                                    |                                                    |                                                    |
| 1962 | 1962 | 1962 | 1962 | 1962 | 1962 | 1962 | 1962 | 1962 |                                                    | Raymond Marcellin                                  |                                                    | Christian Bonnet                                   |                                                    | Hervé Laudrin                                      |                                                    | Yves du Halgouët                                   |                                                    | Maurice Bardet                                     |                                                    | Paul Ihuel                                         |                                                    |                                                    |                                                    |                                                    |                                                    |                                                    |
| 1958 | 1958 | 1958 | 1958 | 1958 | 1958 | 1958 | 1958 | 1958 |                                                    | Raymond Marcellin                                  |                                                    | Christian Bonnet                                   |                                                    | Hervé Laudrin                                      |                                                    | Yves du Halgouët                                   |                                                    | Louis Le Montagner                                 |                                                    | Paul Ihuel                                         |                                                    |                                                    |                                                    |                                                    |                                                    |                                                    |

### Élections régionales
- Élections régionales de 2021 :

| Liste       | Liste | Tête de liste              | Premier tour | Premier tour | Second tour | Second tour | Sièges (18) | Sièges (18) |
| Liste       | Liste | Tête de liste              | Voix         | %            | Voix        | %           | #           | %           |
| ----------- | --- | -------------------------- | ------------ | ------------ | ----------- | ----------- | ----------- | ----------- |
|             | Parti socialiste - PRG - PCF - MR - CÉ - PLB - AE La Bretagne avec Loïg                                        | Anne Gallo                 | 40 619       | 20,79        | 58 262      | 28,72       | 9           | 50,00       |
|             | Écologiste Bretagne ma vie                                                                                     | Benjamin Flohic            | 11 104       | 5,68         | 58 262      | 28,72       | 9           | 50,00       |
|             | Les Républicains - SL - LC - LMR -BE - EAB Hissons haut la Bretagne                                            | Patrick Le Diffon          | 28 418       | 14,55        | 41 012      | 20,22       | 3           | 16,67       |
|             | Europe Écologie Les Verts - UDB - GÉ - ND - BÉ - G·s - Les Radicaux de gauche ou LRDG - ESNT Bretagne d'avenir | Gaël Briand                | 27 611       | 14,13        | 36 815      | 18,15       | 2           | 11,11       |
|             | Rassemblement national - LDP - PL - LAF Une Bretagne forte, soutenue par le Rassemblement national             | Florent de Kersauson       | 33 315       | 17,05        | 33 605      | 16,57       | 2           | 11,11       |
|             | La République en marche - TdP - MoDem - UDI - Agir - Volt Nous la Bretagne avec Thierry Burlot                 | Anne Le Hénanff            | 31 979       | 16,37        | 33 163      | 16,35       | 2           | 11,11       |
|             | La France insoumise - PG - GRS Bretagne insoumise                                                              | Marie-Madeleine Doré-Lucas | 9 679        | 4,95         |             |             |             |             |
|             | Lutte ouvrière Lutte ouvrière - Faire entendre le camp des travailleurs                                        | Kelig Lagrée               | 3 860        | 1,98         |             |             |             |             |
|             | Debout la France Debout la Bretagne, debout la France !                                                        | David Cabas                | 3 594        | 1,84         |             |             |             |             |
|             | Parti breton Bretagne responsable                                                                              | Michel Le Ferran           | 3 413        | 1,75         |             |             |             |             |
|             | Sans étiquette Un nôtre monde                                                                                  | Alexandre Vellutini        | 1 109        | 0,57         |             |             |             |             |
|             | Volontaires pour la France - RN diss. La Bretagne en héritage                                                  | Yvan Chichery              | 378          | 0,19         |             |             |             |             |
|             | Union des démocrates musulmans français Tous unis contre l'islamophobie, agir pour ne pas subir                | Mohamed Jandal             | 274          | 0,14         |             |             |             |             |
|             | |                            |              |              |             |             |             |             |
| Inscrits    | Inscrits | Inscrits                   | 592 371      | 100,00       | 592 469     | 100,00      |             |             |
| Abstentions | Abstentions | Abstentions                | 386 731      | 65,29        | 379 451     | 64,05       |             |             |
| Votants     | Votants | Votants                    | 205 640      | 34,71        | 213 018     | 35,95       |             |             |
| Blancs      | Blancs | Blancs                     | 6 275        | 3,05         | 4 994       | 2,34        |             |             |
| Nuls        | Nuls | Nuls                       | 4 012        | 1,95         | 5 167       | 2,43        |             |             |
| Exprimés    | Exprimés | Exprimés                   | 195 353      | 95,00        | 202 857     | 95,23       |             |             |

- Élections régionales de 2015 :

| Liste       | Liste                                                                        | Tête de liste           | Premier tour | Premier tour | Second tour | Second tour | Sièges (19) | Sièges (19) |
| Liste       | Liste                                                                        | Tête de liste           | Voix         | %            | Voix        | %           | #           | %           |
| ----------- | ---------------------------------------------------------------------------- | ----------------------- | ------------ | ------------ | ----------- | ----------- | ----------- | ----------- |
|             | Parti socialiste - PCF - PRG - DVG - ECO La Bretagne avec Jean-Yves Le Drian | Jean-Yves Le Drian      | 100 480      | 35,33        | 152 610     | 49,48       | 12          | 63,15       |
|             | Les Républicains - UDI - MoDem Le choix de la Bretagne                       | David Robo              | 65 431       | 23,01        | 89 790      | 29,11       | 4           | 21,05       |
|             | Front national Protégeons la Bretagne                                        | Bertrand Iragne         | 58 896       | 20,71        | 66 054      | 21,41       | 3           | 15,80       |
|             | Europe Écologie Les Verts - BÉ Une autre voie pour la Bretagne               | Cécile Franchet         | 16 488       | 5,80         |             |             |             |             |
|             | Mouvement Bretagne et progrès - UDB Oui la Bretagne                          | Christian Derrien       | 16 226       | 5,71         |             |             |             |             |
|             | Front de gauche Pour une Bretagne sociale et écologique : l'humain d'abord   | Philippe Jumeau         | 8 891        | 3,13         |             |             |             |             |
|             | Debout la France Debout la Bretagne                                          | Yves Cau-Duparc         | 8 784        | 3,09         |             |             |             |             |
|             | Lutte ouvrière Faire entendre le camp des travailleurs                       | Mathieu Piro            | 3 268        | 1,15         |             |             |             |             |
|             | Union populaire républicaine L'Union populaire et républicaine               | Jean-François Gourvenec | 2 682        | 0,94         |             |             |             |             |
|             | Parti breton - Indép. Notre chance, l'indépendance                           | Bertrand Deléon         | 1 659        | 0,58         |             |             |             |             |
|             | Breizhistance Bretagne en luttes                                             | Alan Le Cloarec         | 1 574        | 0,55         |             |             |             |             |
|             |                                                                              |                         |              |              |             |             |             |             |
| Inscrits    | Inscrits                                                                     | Inscrits                | 568 610      | 100,00       | 568 578     | 100,00      |             |             |
| Abstentions | Abstentions                                                                  | Abstentions             | 273 539      | 48,11        | 244 429     | 42,99       |             |             |
| Votants     | Votants                                                                      | Votants                 | 295 071      | 51,89        | 324 149     | 57,01       |             |             |
| Blancs      | Blancs                                                                       | Blancs                  | 6 578        | 2,23         | 9 358       | 2,89        |             |             |
| Nuls        | Nuls                                                                         | Nuls                    | 4 114        | 1,39         | 6 337       | 1,95        |             |             |
| Exprimés    | Exprimés                                                                     | Exprimés                | 284 379      | 96,38        | 308 454     | 95,16       |             |             |

- Conseillers régionaux élus
  - Union de la gauche (12) :
Jean-Yves Le Drian (PS) - Anne Gallo (DVG) - Paul Molac (REG) - Gaël Le Saout (PS) - Jean-Michel Le Boulanger (PS) - Kaourintine Hulaud (DVG) - Pierre Pouliquen (PS) - Nicole Le Peih (PS) - Maxime Picard (PS) - Anne Troalen (PS) - Raymond Le Brazidec (DVG) - Élisabeth Jouneaux-Pedrono (PS)
  - Union de la droite et du centre (4) :
David Robo (LR) - Christine Le Strat (MoDem) - Patrick Le Diffon (LR) - Anne-Maud Goujon (LR)
  - Front national (3) :
Bertrand Iragne - Agnès Richard - Christian Lechevalier

- Élections régionales de 2010 :

| Liste          | Liste | Tête de liste           | Premier tour | Premier tour | Second tour | Second tour | Sièges (19) | Sièges (19) |
| Liste          | Liste | Tête de liste           | Voix         | %            | Voix        | %           | #           | %           |
| -------------- | --- | ----------------------- | ------------ | ------------ | ----------- | ----------- | ----------- | ----------- |
|                | Parti socialiste - Parti communiste français - Bretagne Écologie La Bretagne solidaire, créative et responsable avec Jean-Yves Le Drian     | Jean-Yves Le Drian      | 94 982       | 37,47        | 134 507     | 49,42       | 12          | 63,16       |
|                | Majorité présidentielle (UMP - NC - AC - LGM - MPF) Ensemble, dessinons la Bretagne                                                         | David Le Solliec        | 63 941       | 25,22        | 92 932      | 34,14       | 5           | 26,32       |
|                | Europe Écologie (Les Verts - UDB - PRG) Europe écologie Bretagne                                                                            | Anne-Marie Boudou       | 28 646       | 11,30        | 44 758      | 16,44       | 2           | 10,52       |
|                | Front national Bretagne Le Pen 2010 | Jean-Paul-William Félix | 19 859       | 7,83         |             |             |             |             |
|                | Parti communiste français diss. - Parti de gauche (FASE - GU - DVG) Ensemble pour une Bretagne à gauche, solidaire, écologique et citoyenne | Annick Monot            | 10 521       | 4,15         |             |             |             |             |
|                | Mouvement démocrate Bretagne au centre | Fabrice Loher           | 10 305       | 4,07         |             |             |             |             |
|                | Régionalistes (PB - AEI - MGA) Nous te ferons Bretagne                                                                                      | Christian Derrien       | 8 886        | 3,51         |             |             |             |             |
|                | Divers agrarisme Terres de Bretagne | Yannick Le Borgne       | 5 737        | 2,26         |             |             |             |             |
|                | Nouveau Parti anticapitaliste (AdOC - MOC - MPG) Vraiment à gauche ! Liste unitaire anticapitaliste et pour une écologie radicale           | Jean-Marie Robert       | 4 967        | 1,96         |             |             |             |             |
|                | Lutte ouvrière Liste Lutte ouvrière soutenue par Arlette Laguiller                                                                          | Cyril Le Bail           | 3 333        | 1,31         |             |             |             |             |
|                | Solidarité et progrès Bretagne, phare du nouveau monde                                                                                      | Anna Morvant            | 2 316        | 0,91         |             |             |             |             |
|                | |                         |              |              |             |             |             |             |
| Inscrits       | Inscrits | Inscrits                | 541 788      | 100,00       | 541 868     | 100,00      |             |             |
| Abstention     | Abstention | Abstention              | 278 325      | 51,37        | 257 347     | 47,49       |             |             |
| Votants        | Votants | Votants                 | 263 463      | 48,63        | 284 521     | 52,51       |             |             |
| Blancs et nuls | Blancs et nuls | Blancs et nuls          | 9 970        | 3,78         | 12 324      | 4,33        |             |             |
| Exprimés       | Exprimés | Exprimés                | 253 493      | 96,22        | 272 197     | 95,67       |             |             |

- Conseillers régionaux élus
  - Parti socialiste - Parti communiste français - Bretagne Écologie (12) :
Jean-Yves Le Drian (PS) - Béatrice Le Marre (PS) - Jean-Pierre Le Roch (PS) - Anne Camus (BÉ) - Daniel Gilles (PCF) - Kaourintine Hulaud (DVG) - Pierre Pouliquen (PS) - Sophie Le Moine (PCF) - Gildas Dréan (PS) - Monique Danion (PS) - Jean-Michel Le Boulanger (DVG) - Anne Troalen (PS)
  - Majorité présidentielle (5) :
David Le Solliec (UMP) - Françoise Evanno (UMP) - François Guéant (UMP) - Teaki Dupont-Cochard (UMP) - Gilles Dufeigneux (AC)
  - Europe écologie (2) :
	Anne-Marie Boudou (EÉ) - Christian Guyonvarc'h (UDB)

- Élections régionales de 2004 :

| Liste    | Liste | Tête de liste           | Premier tour | Premier tour | Second tour | Second tour | Sièges (18) | Sièges (18) |
| Liste    | Liste | Tête de liste           | Voix         | %            | Voix        | %           | #           | %           |
| -------- | --- | ----------------------- | ------------ | ------------ | ----------- | ----------- | ----------- | ----------- |
|          | Parti socialiste - Parti communiste français - Parti radical de gauche Bretagne à gauche, Bretagne pour tous                       | Jean-Yves Le Drian      | 114 355      | 36,64        | 180 668     | 55,36       | 12          | 66,67       |
|          | Les Verts - Union démocratique bretonne Bretagne verte, unie et solidaire                                                          | Christian Guyonvarc'h   | 27 026       | 8,66         | 180 668     | 55,36       | 12          | 66,67       |
|          | Union pour un mouvement populaire Faire gagner la Bretagne                                                                         | Josselin de Rohan       | 95 453       | 30,58        | 145 664     | 44,64       | 6           | 33,33       |
|          | Union pour la démocratie française La Bretagne pour passion                                                                        | Fabrice Loher           | 24 611       | 7,89         | 145 664     | 44,64       | 6           | 33,33       |
|          | Front national Liste Front national pour la Bretagne présentée par Jean-Marie Le Pen                                               | Jean-Paul-William Félix | 31 521       | 10,10        |             |             |             |             |
|          | Ligue communiste révolutionnaire - Lutte ouvrière LCR - LO, liste soutenue par Olivier Besancenot et Arlette Laguillier            | François Caharel        | 13 227       | 4,24         |             |             |             |             |
|          | Mouvement national républicain Islamisation, impôts, délinquance, injustices ça ne peut plus durer ! La vraie droite en Bretagne ! | Claude Lemeunier        | 5 917        | 1,90         |             |             |             |             |
|          | |                         |              |              |             |             |             |             |
| Inscrits | Inscrits | Inscrits                | 508 347      | 100,00       | 508 390     | 100,00      |             |             |
| Votants  | Votants | Votants                 | 327 540      | 64,43        | 343 306     | 67,53       |             |             |
| Exprimés | Exprimés | Exprimés                | 312 110      | 95,29        | 326 332     | 95,06       |             |             |

- Conseillers régionaux élus
  - Union de la gauche (12) :
Jean-Yves Le Drian (PS) - Odette Herviaux (PS) - Daniel Gilles (PCF) - Monique Danion (PS) - Christian Guyonvarc'h (UDB) - Haude Le Guen (Les Verts) - Jean-Pierre Le Roch (PS) - Sophie Le Moine (PCF) - Gildas Dréan (PS) - Kaourintine Hulaud (DVG) - Jean-Pierre Mousset (PRG) - Marie Chevalier (PS)
  - Union de la droite et du centre (6) :
Josselin de Rohan[N 34] (UMP) - Marie-Christine Le Ray (DVD) - Fabrice Loher (UDF) - Annick Guillou-Moinard (UMP) - David Le Solliec (UMP) - Maryannick Guiguen (UMP)

- Élections régionales de 1998 :

| Liste    | Liste                                                                                           | Tête de liste         | Voix    | %      | Sièges (18) | Sièges (18) |
| Liste    | Liste                                                                                           | Tête de liste         | Voix    | %      | #           | %           |
| -------- | ----------------------------------------------------------------------------------------------- | --------------------- | ------- | ------ | ----------- | ----------- |
|          | Rassemblement pour la République - Union pour la démocratie française                           | Josselin de Rohan     | 114 851 | 38,83  | 8           | 44,45       |
|          | Parti socialiste - Parti communiste français - Les Verts Bretagne nouveau cap - Breizh war raog | Jean-Yves Le Drian    | 111 019 | 37,53  | 8           | 44,45       |
|          | Front national Votre sécurité et les Français d'abord                                           | René-Marie Bouin      | 30 410  | 10,28  | 2           | 11,11       |
|          | Lutte ouvrière Liste Lutte ouvrière soutenue par Arlette Laguiller                              | Cyril Le Bail         | 13 146  | 4,44   |             |             |
|          | Union démocratique bretonne Faisons ensemble la Bretagne                                        | Christian Guyonvarc'h | 11 419  | 3,86   |             |             |
|          | Génération écologie                                                                             | Claude Landa          | 9 600   | 3,25   |             |             |
|          | Divers Bretagne économie environnement                                                          | Alain Malarde         | 5 343   | 1,81   |             |             |
|          |                                                                                                 |                       |         |        |             |             |
| Inscrits | Inscrits                                                                                        | Inscrits              | 508 185 | 100,00 |             |             |
| Votants  | Votants                                                                                         | Votants               | 308 391 | 60,68  |             |             |
| Exprimés | Exprimés                                                                                        | Exprimés              | 295 788 | 58,20  |             |             |

- Conseillers régionaux élus
  - Rassemblement pour la République - Union pour la démocratie française (8) :
Josselin de Rohan (RPR) - Joseph Kergueris (UDF) - Paul Anselin (UDF) - Dominique Yvon (RPR) - Annick Guillou-Moinard (UDF) - Maryannick Guiguen (DVD) - Olivier Buquen (UDF) - Marc Kerrien (RPR)
  - Parti socialiste - Parti communiste français - Les Verts (8) :
Jean-Yves Le Drian (PS) - Odette Herviaux (PS) - Micheline Rakotonirina (PS) - Serge Morin (PCF) - Pierre Victoria (PS) - André Guillais (Les Verts) - Jean-Pierre Le Roch (PS) - Marie-Françoise Durand-Macudzinski (PCF)
  - Front national (2) :
René-Marie Bouin - Anne-Marie Kerléo

- Élections régionales de 1992 :

| Liste    | Liste                                                                      | Tête de liste      | Voix    | %      | Sièges |
| -------- | -------------------------------------------------------------------------- | ------------------ | ------- | ------ | ------ |
|          | Union pour la France (UDF - RPR) Union pour la promotion de la Bretagne    | Joseph Kergueris   | 111 393 | 36,99  | 8      |
|          | Parti socialiste Avec Pierre Victoria                                      | Pierre Victoria    | 47 165  | 15,66  | 3      |
|          | Divers droite Faites bouger le Morbihan                                    | Yves Rocher        | 40 046  | 13,29  | 2      |
|          | Front national Les Français d'abord                                        | Jacques de Rougé   | 33 179  | 11,01  | 2      |
|          | Génération écologie Liste Génération Écologie                              | Patrice Le Borgnic | 25 224  | 8,37   | 1      |
|          | Les Verts Les Verts Bretagne                                               | Dominique Bourbao  | 18 657  | 6,19   | 1      |
|          | Parti communiste français Liste présentée par le Parti communiste français | Serge Morin        | 17 368  | 5,76   | 1      |
|          | Apparenté Union démocratique bretonne Peuple breton, peuple d'Europe       | Joël Guégan        | 8 086   | 2,68   |        |
|          |                                                                            |                    |         |        |        |
| Inscrits | Inscrits                                                                   |                    | 454 079 | 100,00 | 18     |
| Votants  | Votants                                                                    |                    | 316 629 | 69,73  |        |
| Exprimés | Exprimés                                                                   |                    | 301 118 | 66,31  |        |

- Conseillers régionaux élus
  - Union pour la démocratie française - Rassemblement pour la République (8) :
Joseph Kergueris (UDF) - Célestin Blévin (RPR) - Loïc Bouvard (UDF) - Yvonne Sauvet (UDF) - Dominique Yvon (RPR) - Jean Le Lu (RPR) - Paul Anselin (UDF) - Joseph Lécuyer (UDF)
  - Parti socialiste (3) :
Pierre Victoria - Philippe Meyer - Jean Le Bec
  - Divers droite (2) :
Yves Rocher - Jérôme Aymé
  - Front national (2) :
Jacques de Rougé - André Guyomar
  - Génération écologie (1) :
Patrice Le Borgnic
  - Les Verts (1) :
Dominique Bourbao
  - Parti communiste français (1) :
Serge Morin

- Élections régionales de 1986 :

| Liste    | Liste | Tête de liste       | Voix    | %      | Sièges |
| -------- | --- | ------------------- | ------- | ------ | ------ |
|          | Union pour la démocratie française - Rassemblement pour la République Union régionale pour la promotion de la Bretagne | Raymond Marcellin   | 162 787 | 49,49  | 10     |
|          | Parti socialiste Le bon cap pour le Morbihan                                                                           | Philippe Meyer      | 93 610  | 28,46  | 6      |
|          | Front national Liste de Rassemblement National                                                                         | Jacques Branellec   | 22 457  | 6,83   | 1      |
|          | Parti communiste français Liste présentée par le Parti communiste français                                             | Serge Morin         | 22 142  | 6,73   | 1      |
|          | Les Verts Les Verts Bretagne - Écologie                                                                                | Jean-Pierre Mousset | 10 246  | 3,11   |        |
|          | Union démocratique bretonne - Parti socialiste unifié Décider et vivre en Bretagne                                     | Joël Guégan         | 6 672   | 2,03   |        |
|          | Divers droite Renouveau libéral                                                                                        | Bernard Landais     | 6 161   | 1,87   |        |
|          | Divers droite Union des Indépendants d'Opposition du Morbihan                                                          | Jean-Claude Croizer | 4 802   | 1,46   |        |
|          | |                     |         |        |        |
| Inscrits | Inscrits |                     | 434 285 | 100,00 | 18     |
| Votants  | Votants |                     | 345 157 | 79,48  |        |
| Exprimés | Exprimés |                     | 328 854 | 95,28  |        |

- Conseillers régionaux élus
  - Union pour la démocratie française - Rassemblement pour la République (10) :
Raymond Marcellin (UDF) - Loïc Bouvard (UDF) - Célestin Blévin (RPR) - Dominique Yvon (RPR) - Joseph Kergueris (UDF) - Yvonne Sauvet (UDF) - Jean Le Lu (RPR) - Paul Anselin (UDF) - Joseph Lécuyer (UDF) - Michel Guégan (DVD)
  - Parti socialiste (6) :
Philippe Meyer - Jean-Paul Allio - Jocelyne Letellier - Yves Guilloux - Patrick Badouel - Michel Paboeuf
  - Front national (1) :
Jacques Branellec
  - Parti communiste français (1) :
Serge Morin

### Élections cantonales et départementales
|                                      |       |       |      |                                |
| Président du conseil départemental   |       |       |      |                                |
| David Lappartient (LR)               |       |       |      |                                |
| Parti                                | Sigle | Sigle | Élus | Groupes                        |
| Majorité (32 sièges)                 |       |       |      |                                |
| Divers droite                        |       | DVD   | 23   | Ensemble pour le Morbihan      |
| Les Républicains                     |       | LR    | 6    | Ensemble pour le Morbihan      |
| Mouvement démocrate                  |       | MoDem | 2    | Ensemble pour le Morbihan      |
| Union des démocrates et indépendants |       | UDI   | 1    | Ensemble pour le Morbihan      |
| Opposition (10 sièges)               |       |       |      |                                |
| Divers gauche                        |       | DVG   | 6    | Groupe de gauche et écologiste |
| Parti socialiste                     |       | PS    | 2    | Groupe de gauche et écologiste |
| Parti communiste français            |       | PCF   | 1    | Groupe de gauche et écologiste |
| Les Écologistes                      |       | LÉ    | 1    | Groupe de gauche et écologiste |

### Élections municipales
| Commune           | Parti (2020) | Parti (2014) | Parti (2008) | Parti (2001) | Parti (1995) | Parti (1989) | Parti (1983) | Parti (1977) |
| ----------------- | ------------ | ------------ | ------------ | ------------ | ------------ | ------------ | ------------ | ------------ |
| Arradon           | DVG          | UMP          | DVG          | PS           | PS           | DVD          | DVD          | DVD          |
| Auray             | LÉ           | UDI          | PCF          | PCF          | PCF          | DVD          | DVD          | DVD          |
| Baud              | PS           | PS           | PS           | PS           | PS           | PS           | PS           | PS           |
| Brech             | DVD          | DVD          | DVG          | DVG          | DVG          | DVG          | SE           | SE           |
| Caudan            | RE           | DVD          | DVD          | DVD          | DVD          | DVD          | DVD          | DVD          |
| Elven             | DVD          | DVD          | DVG          | DVG          | DVG          | DVG          | DVD          | DVD          |
| Grand-Champ       | DVC          | UMP          | MoDem        | DVD          | RPR          | RPR          | RPR          | RPR          |
| Guer              | RE           | UDI          | UMP          | UDF          | UDF          | UDF          | UDF          | CDS          |
| Guidel            | UDI          | MoDem        | UMP          | RPR          | RPR          | UDF          | UDF          | CNIP         |
| Hennebont         | RE           | DVG          | PCF          | PCF          | PCF          | PCF          | PCF          | PCF          |
| Inzinzac-Lochrist | DVG          | DVG          | PS           | PS           | PS           | PS           | PS           | PS           |
| Kervignac         | DVD          | DVD          | DVD          | DVD          | DVD          | DVD          | DVD          | SE           |
| Lanester          | DVG          | DVG          | DVG          | DVG          | PCF          | PCF          | PCF          | PCF          |
| Languidic         | DVD          | DVD          | UMP          | RPR          | RPR          | RPR          | DVD          | DVD          |
| Larmor-Plage      | DVD          | DVD          | DVD          | DVD          | PS           | PS           | DVD          | DVD          |
| Lorient           | UDI          | PS           | PS           | PS           | PS           | PS           | PS           | PS           |
| Muzillac          | DVD          | DVD          | DVD          | DVD          | DVD          | DVD          | DVD          | SE           |
| Ploemeur          | DVD          | UMP          | PS           | PS           | PS           | UDF          | UDF          | RPR          |
| Ploeren           | DVD          | DVD          | DVG          | DVG          | RPR          | SE           | SE           | SE           |
| Ploërmel          | LR           | UMP          | PS           | UDF          | UDF          | UDF          | UDF          | PR           |
| Plouay            | UDI          | UDI          | UMP          | UDF          | UDF          | UDF          | UDF          | CDS          |
| Plouhinec         | DVD          | DVD          | DVD          | DVD          | DVD          | UDF          | UDF          | PR           |
| Pluneret          | DVG          | DVG          | DVG          | DVG          | DVG          | SE           | SE           | SE           |
| Pluvigner         | PS           | DVG          | DVD          | DVD          | DVD          | DVD          | DVD          | DVD          |
| Pontivy           | MoDem        | MoDem        | PS           | PS           | PS           | UDF          | UDF          | PS           |
| Questembert       | DVG          | DVD          | PS           | PS           | PS           | DVG          | DVD          | DVD          |
| Quéven            | DVD          | DVD          | PCF          | PS           | PS           | PS           | PS           | PS           |
| Riantec           | DVD          | DVD          | DVD          | PS           | DVD          | DVD          | DVD          | DVD          |
| Saint-Avé         | DVG          | DVG          | PS           | PS           | PS           | PS           | DVD          | SE           |
| Sarzeau           | LR           | UMP          | UMP          | DVD          | DVD          | DVD          | DVD          | DVD          |
| Séné              | DVG          | MRC          | MRC          | RPR          | PS           | PS           | DVD          | DVG          |
| Theix-Noyalo      | DVD          | DVD          |              |              |              |              |              |              |
| Vannes            | DVD          | UMP          | UMP          | DL           | UDF          | UDF          | UDF          | PR           |

### Référendums
Référendum sur le traité établissant une constitution pour l'Europe
29 mai 2005
| OUI 183 367 (50,65 %) |  |  | NON 178 653 (49,35 %) |
| ▲                     |  |  |                       |

Référendum sur le quinquennat présidentiel
24 septembre 2000
| OUI 103 919 (78,37 %) |  |  | NON 28 678 (21,63 %) |
| ▲                     |  |  |                      |

Référendum sur le traité de Maastricht
20 septembre 1992
| OUI 179 253 (56,67 %) |  |  | NON 137 045 (43,33 %) |
| ▲                     |  |  |                       |

Référendum sur la réforme du Sénat et la régionalisation
27 avril 1969
| OUI (61,29 %) |  |  | NON (38,71 %) |
| ▲             |  |  |               |

Référendum sur la constitution de la Ve République
28 septembre 1958
| OUI 243 756 (86,65 %) |  |  | NON 37 553 (13,35 %) |
| ▲                     |  |  |                      |

Plébiscite national sur le rétablissement de l'Empire
21 et 22 novembre 1852
| OUI 65 854 (98,25 %) |  |  | NON 1 171 (1,75 %) |
| ▲                    |  |  |                    |

Plébiscite national ratifiant le coup d'État du 2 décembre 1851
20 et 21 décembre 1851
| OUI 54 506 (94,05 %) |  |  | NON 3 449 (5,95 %) |
| ▲                    |  |  |                    |